# 白斑首卵沫蟬
白斑首卵沫蟬（学名：Peuceptyelus nitobei）为尖胸沫蟬科卵沫蟬屬下的一个种。